# 2008 en Corée du Nord
Cet article présente les faits marquants de l'année 2008 en Corée du Nord.

## Évènements
- Vendredi 4 janvier 2008 : le gouvernement affirme avoir fourni un inventaire de son programme d'armement nucléaire, conformément à l'accord international conclu en février 2007 qui prévoyait la remise de ce document avant le 31 décembre. Les autorités américaines restent sceptiques.

- Mercredi 9 avril 2008 : le gouvernement annonce être parvenu à un "consensus" avec les États-Unis sur une « compensation politique » en échange de la divulgation de la totalité de son programme nucléaire, ce qui constituait le dernier point d'achoppement.

- Jeudi 24 avril 2008 : le gouvernement américain montre au Congrès américain une vidéo prouvant que la Corée du Nord a aidé la Syrie à construire le réacteur nucléaire détruit en septembre 2007 par l'aviation israélienne. Cette collaboration avait lieu alors que le gouvernement américain s'efforçait d'obtenir la dénucléarisation de la Corée du Nord et un inventaire exhaustif de ses lieux et activités nucléaires, y compris les proliférantes. Selon les services de renseignements américains, le réacteur a été détruit juste avant d'entrer en service et de produire du plutonium militaire. Les Nord-Coréens ont continué à aider la Syrie après la destruction de réacteur.

- Vendredi 13 juin 2008 : le gouvernement japonais décide de lever partiellement les sanctions commerciales en échange de l'ouverture d'une enquête sur les Japonais enlevés et emmenés en Corée du Nord. Les vols charters entre les deux pays vont pouvoir reprendre.

- Vendredi 27 juin 2008 : une tour de refroidissement de la centrale nucléaire de Yongbyon est démantelée.

- Mardi 28 octobre 2008 : le gouvernement menace de réduire la Corée du Sud à l'état de « débris » si celle-ci ne met un terme à sa politique de « confrontation » en arrêtant d'envoyer des tracts de critique du régime nord-coréen.

- Jeudi 30 octobre 2008 : absence remarquée du dictateur communiste Kim Jong-Il aux funérailles de l'ancien vice-président Pak Sung-chul.

- Lundi 24 novembre 2008 : le gouvernement annonce la suspension à compter du 1er décembre des liaisons ferroviaires avec la Corée du Sud qu'elle accuse de mener une « politique de confrontation ».

- Vendredi 12 décembre 2008 : les États-Unis ont indiqué aujourd'hui que les livraisons d'aide énergétique à la Corée du Nord sont suspendues tant que Pyongyang n'accepterait pas un protocole de vérification nucléaire.

- Lundi 15 décembre 2008 : lancement de la troisième génération de la téléphonie mobile dont l'opérateur est le groupe égyptien Orascom, qui doit investir 285 millions d'euros (400 M$) au cours des quatre prochaines années.

- Lundi 22 décembre 2008 : selon le quotidien sud-coréen Chosun Ilbo, Kim Jong-Il, dont l'état de santé fait l'objet de spéculations, aurait effectué récemment une série de déplacements en train à travers le pays au cours des dernières semaines à bord de son train privé blindé et s'est rendu aux endroits mentionnés par la presse officielle nord-coréenne. Les services de renseignements américain et sud-coréen ont noté, grâce aux satellites, que le mouvement du train coïncidait avec des informations officielles[1].